# Ютунги
Ютунгите (Juthungen; гръцки: Iouthungi, лат.: Iuthungi) са вероятно алеманско племе северно от Дунав и Алтмюл в днешна Бавария. Името им насочва за връзка с племето свебите от семноните.
През 259/260 г. ютунгите навлизат в Италия и при отдръпването им са победени наблизо до Аугсбург на 24/25 април 260 г. от управителя на Реция Марк Симплициний Гениалис. Навлизат отново в Италия през 270/271 г. и са победени от император Аврелиан в битката при Плаценция и битката при Павия.
През 356 и 358 г. те нападат заедно с алеманите провинция Реция и разрушават легионския лагер Регенсбург. През 383 г. навлезлите за втори път ютунги в Реция са победени и отблъснати от войска от алани и хуни.
Западноримският magister militum Аеций се бие успешно с тях между 429 и 431 г. в провинциите Реция и Норик. След това те изчезват от историческите източници.